# Михайлов, Леонид Алексеевич
Леони́д Алексе́евич Миха́йлов (род. 16 августа 1952 года, Таллин) — почетный гражданин города Таллина, деятель самоуправления, коллекционер, автор и издатель книг по истории Эстонии. 

## Биография
Леонид Михайлов с 1993 года восемь раз подряд избирался депутатом Таллинского горсобрания. Трижды (1993—1996, 1999—2000 и 2005—2009) избирался председателем Административного совета Ласнамяэ, был старейшиной Ласнамяэ (2000-2001), награжден почётным знаком «За заслуги перед Таллином» (2006).
В 1996 году на выборах в Таллинское горсобрание Леонид Михайлов получил лучший результат (2284 голоса) из русских политиков, уступив в общем зачете только Эдгару Сависаару (4475) и Валве Кирсипуу (2962). В 1996—1999 гг. был заместителем председателя Таллинского горсобрания и председателем фракции «Наш выбор» (эст. «Meie valik»). 
В 2004—2012 гг. Леонид Михайлов работал в Таллинском трамвайно-троллейбусном объединении (эст. Tallinna trammi- ja trollibussikoondis) директором по развитию и членом правления. После объединения предприятия с Таллинским автобусным объединением (эст. Tallinna autobussikoondis), он являлся директором по развитию и до 2018 года был членом правления акционерного общества «Таллинский городской транспорт» (эст. Tallinna Linnatranspordi AS).
Леонид Алексеевич Михайлов является автором книг «Поселения Причудья», «Поселения Чудско-Псковского озера», «Поселения Понаровья», «Таллиннский альбом 1219-2019». Леонид Михайлов выпустил компакт-диск и две аудиокассеты со своими авторскими песнями «Иронические песни».

## Образование
- 1959—1967 — Тартуская 4-я средняя школа
- 1967—1869 — Таллинская 23-я средняя школа
- 1969—1974 — Таллинский политехнический институт, инженер-электрик

## Работа
- 1974—1976 — Советская армия, офицер связи, начальник радиостанции
- 1976—1982 — Центральный Комитет ЛКСМ Эстонии, заведующий сектором, общим  отделом
- 1982—1990 — Президиум Верховного Совета ЭССР, старший консультант
- 1990—1993 — Государственная канцелярия Эстонии, старший консультант
- 1993—2000 — Таллинское купеческое общество, учредитель и председатель правления
- 2000—2001 — Управа части города Ласнамяэ, старейшина
- 2001—2004 — Таллинское купеческое общество, председатель правления
- 2004—2007 — Tallinna trammi- ja trollibussikoondise AS, директор по развитию
- 2007—2012 — Tallinna trammi- ja trollibussikoondise AS, директор по развитию, член правления
- 2012—2018 — Tallinna Linnatranspordi AS, директор по развитию, член правления
- 2018—2023 — Tallinna Linnatranspordi AS, директор по развитию

## Политика
- 1993—2021 — член Таллиннского городского собрания
- 1993—1996 — председатель Административного совета Ласнамяэ
- 1994—2002 — учредитель и член Объединенной народной партии Эстонии
- 1996—1999 — заместитель председателя Таллинского городского собрания, председатель фракции «Наш выбор»
- 1997—2000 — председатель совета «Pelguranna Kodu OÜ»
- 1998—1999 — председатель совета «АS Keskturg»
- 1999—2000 — председатель Административного совета Ласнамяэ
- 2002—2004 — председатель совета «AS Signaal»
- 2002—2005 — председатель ревизионной комиссии Таллинского горсобрания
- 2005—...  — член Центристской партии Эстонии
- 2005—2009 — председатель Административного совета Ласнамяэ
- 2006—2009 — председатель комиссии по городскому имуществу Таллинского горсобрания
- 2013—2021 — председатель комиссии по городскому имуществу Таллинского горсобрания

## Общественная деятельность
- 1991—1995 — заместитель председателя Союза славянских просветительных и благотворительных обществ Эстонии
- 1993—2020 — председатель и член правления недоходного объединения «Таллинское купеческое общество»
- 1996—2012 — жертвователь благотворительного фонда «Благовест»
- 2001—2004 — председатель Таллинского отделения Союза объединений российских соотечественников Эстонии
- 2005—2017 — член правления общества культуры «Причудье»

## Личное
Леонид Алексеевич Михайлов является потомком российских дворян по отцовской линии (Пяткины). Его мать — в восьмом поколении русская западного побережья Чудского озера. Прапрапрапрапрабабушка Грета была шведкой, прадедушка Ханс Террас был эстонцем из Пылтсамаа, а прабабушка София Рыпинска была полькой, жившей в Санкт-Петербурге. Семья: сын Дмитрий (1977), два внука и внучка.